# Campeonato Africano de Atletismo de 2016 - Salto em distância feminino
A prova do salto em distância feminino do Campeonato Africano de Atletismo de 2016 foi disputada no dia 24 de junho  no Kings Park Stadium  em Durban, na África do Sul. Participaram da prova 10 atletas sendo que todos concluíram a prova. 

## Recordes
Antes desta competição, os recordes mundiais e do campeonato nesta prova eram os seguintes:
|                       | Nome               | Nacionalidade   | Distância | Local           | Data                |
| --------------------- | ------------------ | --------------- | --------- | --------------- | ------------------- |
| Recorde mundial       | Galina Chistyakova | União Soviética | 7m 52cm   | São Petersburgo | 11 de junho de 1988 |
| Recorde do campeonato | Blessing Okagbare  | Nigéria         | 6m 96cm   | Porto Novo      | 29 de junho de 2012 |
| Recorde africano      | Chioma Ajunwa      | Nigéria         | 7m 12cm   | Atlanta         | 2 de agosto de 1996 |

## Medalhistas
| Ouro            | Prata                         | Bronze              |
| Ese Brume (NGR) | Joëlle Mbumi Nkouindjin (CMR) | Sarah Ngongoa (CMR) |

## Cronograma
Todos os horários são locais (UTC+2). 
| Data        | Hora  | Evento |
| ----------- | ----- | ------ |
| 24 de junho | 18:10 | Final  |

## Resultado final
| Posição           | Atleta                  | Nacionalidade | Distância | Notas |
| ----------------- | ----------------------- | ------------- | --------- | ----- |
| Medalha de ouro   | Ese Brume               | Nigéria       | 6.57      |       |
| Medalha de prata  | Joëlle Mbumi Nkouindjin | Camarões      | 6.39      |       |
| Medalha de bronze | Sarah Ngongoa           | Camarões      | 6.34      |       |
| 4                 | Samantha Pretorius      | África do Sul | 6.33      |       |
| 5                 | Lynique Prinsloo        | África do Sul | 6.20      |       |
| 6                 | Maryke Brits            | África do Sul | 6.12      |       |
| 7                 | Sangone Kandji          | Senegal       | 6.00      |       |
| 8                 | Priscilla Tabunda       | Quênia        | 5.81      |       |
| 9                 | Nyebolo Uguda           | Etiópia       | 5.57      |       |
| 10                | Asmaa Hawala            | Egito         | 5.51      |       |

Legenda
| Recorde mundial       | Recorde mundial (World record)               |                       | Recorde africano                      | Recorde africano (African) |                                           | Q | Classificado por posição (Qualified) |
| Recorde do campeonato | Recorde do campeonato (Championship record)  | Recorde da América    | Recorde da América (Americas)         | q                          | Classificado por melhor tempo (Qualified) |   |                                      |
| Melhor marca do ano   | Melhor marca do ano (World leading)          | Recorde asiático      | Recorde asiático (Asian)              | DNS                        | Não largou (Did not start)                |   |                                      |
| Recorde nacional      | Recorde nacional (National record)           | Recorde europeu       | Recorde europeu (European)            | DNF                        | Não terminou (Did not finish)             |   |                                      |
| Recorde pessoal       | Recorde pessoal do atleta (Personal best)    | Recorde da Oceania    | Recorde da Oceania (Oceania)          | DSQ / DQ                   | Desclassificado (Disqualified)            |   |                                      |
| Recorde da temporada  | Recorde da temporada do atleta (Season best) | Recorde sul-americano | Recorde sul-americano (South America) | NM                         | Sem marca (No mark)                       |   |                                      |